# 塚田紀美子
塚田 紀美子（つかだ きみこ、1937年（昭和12年）10月26日 - ）は、日本の体操選手。現姓は望月。

## 経歴・人物
愛知県名古屋市出身。東京教育大学卒。大学卒業後、東芝レコード（現・EMIミュージック・ジャパン）に入社。
1960年ローマオリンピックに出場し、女子団体総合4位、個人総合21位だった。
その後大妻女子大学、淑徳保育生活文化専門学校で講師を務める。1986年、NHKの番組『さわやかシェイプアップ』に講師で出演していた小野清子が同年7月6日に行われた第14回参議院議員通常選挙に立候補したことにより同番組を降板したため、その後任で講師・体操振付・インストラクターとして出演していた。
娘は同じ体操選手の望月のり子。